# Паутово
Пау́тово (рос. Паутово) — село у складі Петропавловського району Алтайського краю, Росія. Адміністративний центр та єдиний населений пункт Паутовської сільської ради.

## Населення
Населення — 963 особи (2010; 1067 у 2002).
Національний склад (станом на 2002 рік):
- росіяни — 97 %